# Sniper Elite: Nazi Zombie Army
Sniper Elite: Nazi Zombie Army is een third-person shooter ontwikkeld en uitgegeven door Rebellion Developments. Het spel kwam op 28 februari 2013 uit voor Windows. Het bevat een co-op-modus voor maximaal vier spelers die zowel via een lan-connectie als online gebruik kunnen maken van de multiplayer-optie.

## Verhaal
Als de ondergang van Nazi-Duitsland tijdens de Tweede Wereldoorlog al is ingezet, kiest Adolf Hitler ervoor om zijn laatste redmiddel in te zetten. Hij laat een legioen ondode soldaten verrijzen dat Europa moet overnemen.

## Gameplay
Sniper Elite: Nazi Zombie Army is een op zichzelf staande uitbreiding voor Sniper Elite V2 en heeft qua gameplay een aantal gelijkenissen. De speler speelt nog steeds als een sluipschutter en probeert om alle vijanden te elimineren. In Nazi Zombie Army vecht de speler alleen tegen verschillende typen zombies in plaats van tegen Duitse soldaten.  